# Мугам (картина)
«Мугам» (азерб. Muğam), известная также как «Музыканты» — картина азербайджанского художника Тогрула Нариманбекова, написанная в 1965—1966 годах. Является собственностью Министерства культуры и туризма Азербайджана и находится в Баку. 
На картине изображены музыканты — исполнители мугама, одетые в тёмные костюмы и играющие на народных инструментах (дафе, таре и кеманче). Под ними — ковёр, а фон же написан крупными вихреобразными мазками. В правом нижнем же углу картины нарисована девочка в национальной одежде, держащая в руках плод граната. Примечательно, что эта картина была приведена в качестве иллюстрации статьи про Тогрула Нариманбекова в Большой советской энциклопедии.
В картине, как отмечает Дружинина, Нариманбеков с помощью цветовых пятен — светлых (инструменты в руках музыкантов) и тёмных (костюмы музыкантов) — создал особый ритм, подчеркиваемый несколько заостренными силуэтами играющих. Дружинина также подчёркивает, что ощущение движения мелодии подчеркивается неподвижностью стоящего рядом ребёнка.
Александр Каменский пишет, что в этой картине ритм отрывистый, с перекатами напряжения. Он отмечает, что изгибы фигур музыкантов создают сложный мелодический рисунок — от спокойной басовой густоты до пронзительного вскрика. Застывшая же в созерцательном молчании девочка слева, по словам Каменского, как бы замыкает развитие музыкальной динамики, а расплескавшиеся мазки фона и переплетения линий ковра, напротив, придают ей еще большую многозвучность и разносторонность выражения.